# Río Cam

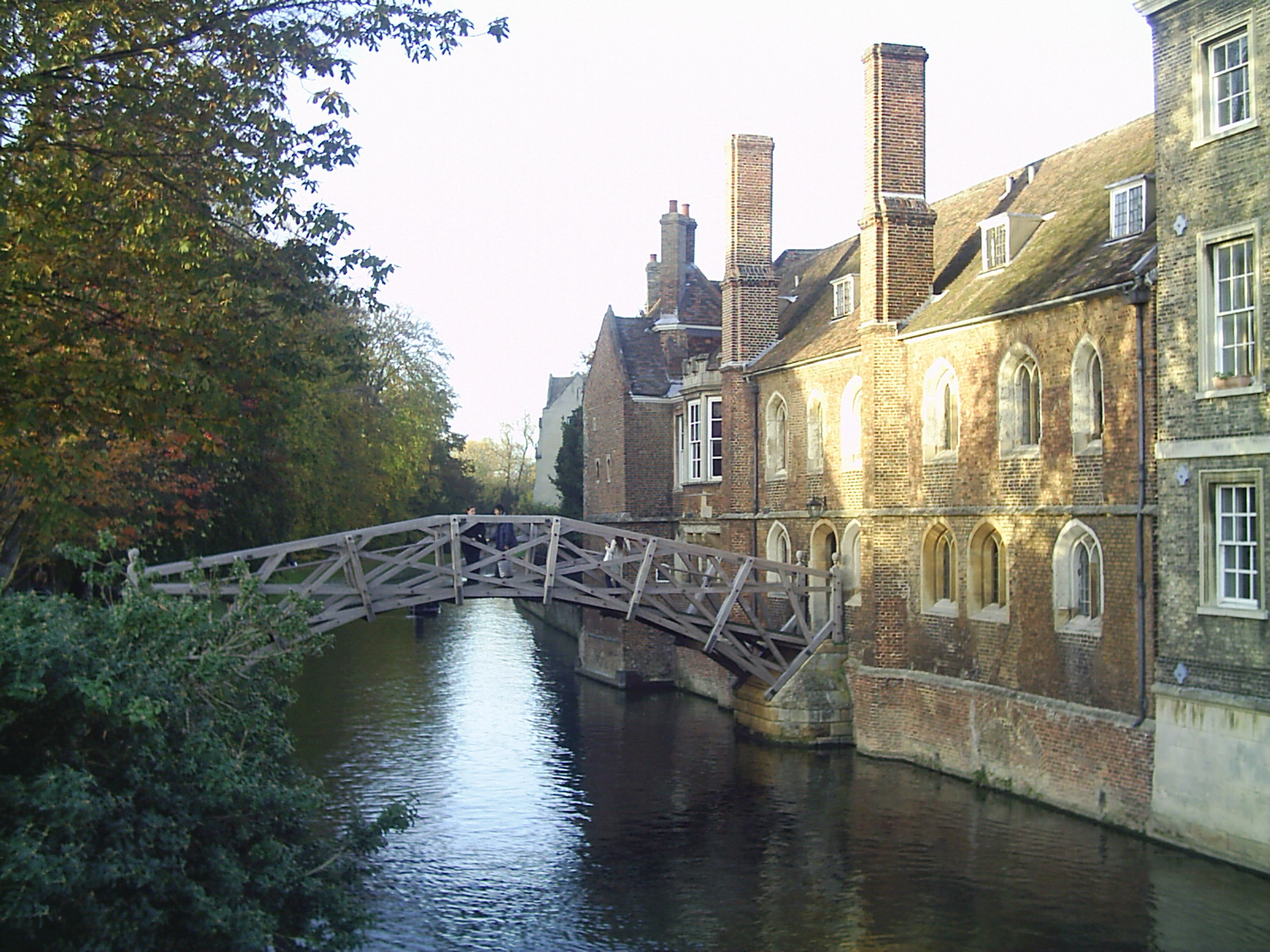
Mathematical Bridge sobre el río, en la ciudad de Cambridge

El río Cam (en inglés: River Cam) es un afluente del río Gran Ouse en el este de Inglaterra, que atraviesa la ciudad de Cambridge. Los dos ríos convergen al sur de la ciudad de Ely, en Pope's Corner. El Gran Ouse conecta el Cam al sistema de canales del Reino Unido a través del Middle Level Navigations y el río Nene y al mar del Norte en King's Lynn. La distancia total de Cambridge al mar es de 64 km.
En tiempos antiguos el río Cam se conocía como río Granta, pero cuando la población anglosajona de Grantebrycge cambió su nombre para llamarse Cambridge, también cambió el nombre del río. No tiene ninguna relación con el río homónimo situado en el condado de Gloucestershire. Es un río navegable.